# Bent Fabric
Bent Fabricius Bjerre, más conocido como Bent Fabric (Frederiksberg, 7 de diciembre de 1924-28 de julio de 2020) fue un pianista y compositor danés.

## Biografía
Fundó una orquesta de jazz después de la Segunda Guerra Mundial, así como un sello fonográfico: Metronome Records, en 1950. Sin embargo fue mundialmente conocido por un número musical instrumental llamado Omkring et Flygel (literalmente, Alrededor de un piano) que fue un éxito rotundo en su Dinamarca natal. Canción que fue relanzada a nivel mundial bajo el título de "Alley Cat" en 1961 (Gato Callejero) bajo el sello Atco Records, al año siguiente llegó al número uno en las listas Australianas de popularidad y al número cuarenta y nueve en Alemania. La melodía también fue un éxito en Estados Unidos, donde logró la posición número dos en las listas de Adult Contemporany y Chart, y número siete en las listas de Billboard Hot 100, y a la decimotercera posición en la Billboard 200. "Alley Cat" fue premiado con un Grammy por mejor instrumental. Vendió un millón de copias y fue galardonada con un disco de oro. El siguiente sencillo de Fabric se llamó "Chiken Feed" y logró la posición número 63 en los Estados Unidos.
Efectuó un trabajo extenso haciendo música para películas, previo al éxito obtenido a través de los sencillos, y continuó con el trabajo en el cine por mucho tiempo después. En 2003 regresó a las listas, en esta ocasión, en su país natal, Dinamarca. Lanzó el álbum Jukebox como Bent Fabric trabajando con músicos daneses. Los sencillos Jukebox, número tres en listas, y Shake número diez, fueron los más exitosos ese año (2003). En el 2006 se lanzó un remix de Jukebox y el tema se volvió una pieza exitosa en la modalidad música dance, logrando el número siete en las listas de Dance. El álbum fue relanzado en Estados Unidos, aunque en esta ocasión se incluyó un remix de su pieza instrumental "Alley Cat", entre otras.
En 2005 lanzó un álbum compilatorio, "Kan du kende melodien" (literalmente: "Puede reconocer esta melodía"), interpretando temas musicales de las películas y series televisivas más conocidas entre el público norteamericano.
El domingo 6 de diciembre de 2009, un día antes de su ochenta y cinco cumpleaños, protagonizó una gala musical en el Teatro Real Danés, donde actuó al lado de doce intérpretes que se graduaban de la Academia Danesa de Música Teatral.
Como dato curioso, en casi toda la República Mexicana, las melodías "Alley Cat" y "Chicken Feed", se adoptaron en los carritos ambulantes de helado, en los que dichas canciones iban sonando por las calles en la modalidad de perifoneo, con el fin de comercializar su producto. Así, los niños se dan cuenta cuando el "carrito de la nieve" está cerca de sus hogares. Estas canciones son utilizadas desde la década de los setenta del siglo XX.
El 28 de julio de 2020 se conoció su deceso, debido a una leucemia, a través en los medios de comunicación.

## Música de cine
- Poeten og Lillemor (1958).
- Helle for Helene (1959).
- Forelsket i København (1960).
- Poeten og Lillemor og Lotte (1960).
- Cirkus Buster (1961).
- Flemming på kostskole (1961).
- Svinedrengen og Prinsessen på ærten (1962).
- Poeten og Lillemor i forårshumør (1963).
- Tre piger i Paris (1963).
- Hvis lille pige er du? (1963).
- Halløj i himmelsengen (1964).
- Døden kommer til Middag (1964).
- Pigen og millionæren (1965).
- Slå først, Frede! (1965).
- Slap af, Frede! (1966).
- Olsen-banden (1968–1998).
- Tænk på et tall (1969).
- Ballade på Christianshavn (1971).
- Flåklypa Grand Prix (Norwegian, 1976).
- Matador (serie de televisión, 1978–1981).
- Min farmors hus (1984).
- Når engle elsker (1986).
- Peter von Scholten (1990).
- Lad isbjørnene danse (1990).
- Det skaldede spøgelse (1992).
- Flickering Lights|Blinkende lygter (2000).
- Olsen Banden Junior (2001).

## Discografía

### Álbumes
- 1962 Alley Cat (Atco Records).
- 1962 The Happy Puppy (Atco Records).
- 1964 Organ Grinder's Swing (Atco Records).
- 1964 The Drunken Penguin (Atco Records).
- 1966 Never Tease Tigers (Atco Records).
- 1967 Operation Lovebirds (Atco Records).
- 1968 Relax With Bent Fabric (Atco Records).
- 1997 The Very Best of Bent Fabric.
- 1998 Klaver med mer (CMC Records).
- 2001 Mit livs melodi (Copenhagen Records).
- 2004 Jukebox (Universal).
- 2005 Kan du kende melodien (Universal).

### Sencillos
- 1962 "Alley Cat".
- 1963 "Chicken Feed".
- 2003 "Jukebox".
- 2003 "Shake".
- 2006 "Sweet Señorita".